# HSF4
HSF4‏ (Heat shock transcription factor 4) هوَ بروتين يُشَفر بواسطة جين HSF4 في الإنسان.